# Louise Marie Adélaïde de Bourbon
Louise Marie Adélaïde de Bourbon (n. 13 martie 1753; d. 23 iunie 1821) a fost soția Ducelui de Orléans, Philippe d'Orléans mama ultimului rege al Franței, Louis-Philippe. La moartea fratelui ei, Louis Alexandre de Bourbon, prince de Lamballe, ea a devenit cea mai bogată moștenitoare a Franței înaintea Revoluției franceze. Era cumnata Prințesei Marie Louise de Savoia și era în relații bune cu Maria Antoneta. A fost Ducesă de Orléans prin căsătorie.
1. ↑  Autoritatea BnF, accesat în 10 octombrie 2015